# Boris Jewgenjewitsch Raikow
Boris Jewgenjewitsch Raikow (russisch Борис Евгеньевич Райков; * 8. Septemberjul. / 20. September 1880greg. in Moskau; † 1. August 1966 in Leningrad) war ein russischer Biologe und Historiker der Naturwissenschaften. Wegen einer Auseinandersetzung über die Lehren des sowjetischen Genetikers
Trofim Denissowitsch Lyssenko verlor er seine akademische Stellung.

## Schule, Studium und Lehrer
Als Sohn eines Arztes besuchte er ein russisches Gymnasium in Helsinki und in St. Petersburg. Dort begann er im Jahre 1899 ein Studium der Naturwissenschaften mit dem Schwerpunkt der Biologie. Wegen seiner politischen Tätigkeiten wurde er nach Wytegra verbannt. Da er politisch als unzuverlässige Person eingestuft wurde, absolvierte er im Jahre 1905 sein Examen als Externer. Wegen seiner politischen Arbeit nahem er eine Arbeit an der Schule Lesnaja in St. Petersburg im Fach Naturwissenschaften. In seiner Zeit als Lehrer veröffentlichte er einige naturwissenschaftliche Bücher, die in Russland große Beachtung fanden. Mit anderen gab er ab 1912 die Zeitschrift Die Naturwissenschaften in der Schule heraus.

## Pädagogische Arbeiten
Im Jahre 1913 wechselte er in St. Petersburg an das Psychoneurologische Institut, der bedeutendsten Oberschule am Ort. Dort war Wladimir Michailowitsch Bechterew maßgeblich tätig. Die Ernennung zum Professor erfolgte im Jahre 1918. Mit anderen gründete er im Jahre 1919 die Zentrale pädagogische biologische Station in Petrograd. Mit dem Zoologen Michail Nikolajewitsch Rimski-Korsakow (1873–1951) gab er im Jahre 1924 eine zweibändige Ausgabe zu dem Thema Exkursionen in der Zoologie heraus. Diese Veröffentlichung reihte sich in seine Bemühungen ein, mit Hilfe der 1908 gegründeten Gesellschaft zur Verbreitung naturwissenschaftlicher Bildung bessere Methoden der Lehre
an Hochschulen und Akademie einerseits und an Schulen der mittleren und unteren Ebene anderseits einzuführen.

## Professur, Herausgeber und Verhaftung
Ab 1920 übernahm das Ordinariat am Alexander-Herzen-Institut für Pädagogik in Petrograd und lehrte dort Methodik im Unterricht in den Naturwissenschaften. Intensiv betreute er die Herausgabe der Zeitschriften Die Naturwissenschaften in der Schule, von der bis 1930 zweiundfünfzig Bände erschienen. Von 1925 bis 1930 gab er auch die Zeitschrift Biologie und Schule heraus, von der sechs Bände veröffentlicht wurden. Auch beschäftigte er sich seit 1916 mit der Anfertigung von historischen Untersuchungen über die Entwicklung der Naturwissenschaften in der Lehre der Schulen.
Nach 1930 brachen dann seine bisherigen Studien ab. Im Zuge der stalinistischen Verfolgungen wurde er in Leningrad verhaftet. Ab 1934 übernahm er die Leitung eines medizinisch-diagnostischen Instituts auf der Halbinsel Kola. Obwohl das für ihn eine wissenschaftliche Neuorientierung bedeutete, konnte er auch diese Einrichtung vorbildlich zu einem Musterinstitut gestalten. Im Jahre 1937 verfasste er dann eine Studie zur Entwicklung des Heliozentrismus in Russland. Nach der deutschen Invasion wurde er mit seiner Familie im Jahre 1941 nach Archangelsk umgesiedelt, wo er am Pädagogische Institut tätig wurde. In diesen Kriegstagen verlor er seine bisherige persönliche Bibliothek. Auch dort baute er den pädagogischen Lehrplan aus und eine naturwissenschaftliche Fakultät mit einem vierjährigen Studium konnte beginnen.

## Entlassung wegen Lyssenko
Nach 1945 kehrte er nach Leningrad zurück und erlangte die Promotion zum Doktor der pädagogischen Naturwissenschaften. Im Jahre 1948 geriet er in eine Auseinandersetzung mit dem Genetiker Trofim Denissowitsch Lyssenko und seiner Lehre von der Vererbung von Eigenschaften. Als Folge verlor er seine Lehrberechtigung und wurde aus der Akademie für Pädagogische Wissenschaften der UdSSR ausgeschlossen. In dieser Notlage unterstützte ihn der damalige Präsident der Akademie der Wissenschaften der UdSSR, (AdW UdSSR) Sergei Iwanowitsch Wawilow. In Leningrad war gerade eine Stelle der Filiale der AdW der UdSSR. dem späteren Institut für Geschichte der Naturwissenschaften und Technik, frei geworden, wo er bis 1966 arbeiten konnte. Ab 1957 wurde er auch als Redakteur für die Zeitschrift Fragen der Geschichte der Naturwissenschaften und der Technik tätig.

## Rehabilitation
Im Jahre 1960, nachdem sich inzwischen Lyssenkos Lehren als Irrlehren herausgestellt hatten, wurde er feierlich rehabilitiert. In einem Band zu seinem 80. Geburtstag wurde sein bisheriges Schaffen geehrt. Von 1906 bis zum Jahre 1959 allein konnte er 253 Veröffentlichungen nachweisen. Die Abteilung des Instituts für Geschichte der Naturwissenschaften und Technik ehrte ihn am 23. September 1965 mit einer festlichen Sitzung, was eine besondere Anerkennung seiner bisherigen Arbeiten auf dem Gebiet der Geschichte der russischen Wissenschaften bedeutete.

## Schriften (Auswahl)
- Aus der Geschichte der heliozentrischen Weltanschauung in Rußland (russ.), 1947
- Die russischen Biologen und Evolutionstheoretiker vor Darwin (russ.), 4 Bände, 1947
  - 2. erw. Aufl. (enthält Studien zu folgenden Personen: Band 1 (1952): Michail Lomonossow, Peter Simon Pallas, Caspar Friedrich Wolff, Michael Tauscher, Jakow Kusmitsch Kaidanow, Ludwig Heinrich von Bojanus; Band 2 (1951): Karl Ernst von Baer, Christian Heinrich Pander, Dmitri Iwanowitsch Sokolow,  Karl Eduard Eichwald, Pawel Fjodorowitsch Gorjaninow, Grigori Jefimowitsch Schtschurowski und die Moskauer Transformisten der 1830er Jahre (d. h. die Professoren der Moskauer Universität M. G. Pawlow, Mychajlo Maxymowytsch und G. Je. Schtschurowski); Band 3 (1955): Karl Rouillier; Band 4 (1959): Nikolai Alexejewitsch Sewerzow, Sergei Alexejewitsch Ussow, Jakow Andrejewitsch Borsenkow, Anatoli Petrowitsch Bogdanow, Andrei Nikolajewitsch Beketow, Leon Cienkowski,  Alexander Graf Keyserling)
- Paths and methods of education in natural sciences (russ.), Moskau 1960
- Caspar Friedrich Wolff. In: Zool. Jahrbuch Syst. 91 (1965), S. 555–626.
- Karl Ernst von Baer 1792–1876 – Sein Leben und sein Werk. In: Acta Historica Leopoldina, Nummer 5, Leipzig 1968, S. 10–516. (russ. 1961)
- Christian Heinrich Pander – ein bedeutender Biologe und Evolutionist 1794–1865, Frankfurt am Main 1984 (russ.: Moskau 1964)